# Fantasy! Jūichi
Fantasy! Jūichi (Fantasy! 拾壱) è l'undicesimo album in studio del gruppo femminile giapponese Morning Musume, pubblicato nel 2010.

## Tracce
Testi e musiche di Tsunku.
1. Onna to Otoko no Lullaby Game (AL Ver.) – 5:14
2. Bravo! (ブラボー!) – 4:31
3. Fantasy ga Hajimaru (Fantasyが始まる) – 3:45
4. Onna Gokoro to Nan to Yara (女心となんとやら) – 4:52
5. Ai no Honō (愛の炎) – 4:03
6. I'm Lucky Girl – 4:22
7. Sungoi My Birthday (すんごいマイバースディ) – 4:10
8. Ichi kara Jū Made Aishite Hoshii (1から10まで愛してほしい) – 4:38 – Shunsuke Suzuki
9. Itoshiku Kurushii Kono Yoru ni (愛しく苦しいこの夜に) – 4:57
10. Denwa de ne (電話でね) – 4:26
11. Seishun Collection – 4:41 – Kaoru Okubo